# Lengyel-kulturen
Lengyel-kulturen er en arkæologisk kultur fra den europæiske yngre stenalder, centreret om Mellem-Donau i Centraleuropa. Den blomstrede fra 5000 til 4000 f.Kr., og sluttede med fase IV, f.eks. i Bøhmen repræsenteret af Jordanow /Jordansmühler-kulturen. Den efterfølges af Tragtbægerkulturen og Badenkulturen.
Det blev forudgået af den Båndkeramiske kultur og efterfulgt af snorekeramisk kultur (del af enkeltgravskultur). I sin nordlige udstrækning overlappede den noget senere, men ellers nogenlunde samtidige Tragtbægerkultur. Nært beslægtede er også de slag-ornamenterede- og Rössen- kulturer, der støder op til henholdsvis nord og vest.

Dens udbredelse overlapper med Tisza-kulturen og med Slag-ornamenteret keramik (STK) så langt nordpå som Osłonki i det centrale Polen.
Der er fundet Lengyel-keramik i det vestlige Ungarn, Tjekkiet, Slovakiet, Østrig, Polen og Slovenien. Adskillige Sopot- kulturfund i Kroatien og Ungarn blev dateret til de samme perioder som Lengyel-fundene. Indflydelse på keramikstil findes også længere væk, i dele af Tyskland og Schweiz.
Landbrug og husdyravl (hovedsageligt kvæg, men også svin og i mindre grad får og geder) blev praktiseret. Bebyggelsen bestod af små huse samt trapezformede neolitiske langhuse. Disse bebyggelser var nogle gange åbne, nogle gange omgivet af en forsvarsgrøft.
Begravelse var på separate kirkegårde, med den afdøde i bøjet stilling.
Lengyelfund fra den senere periode viser brug af kobber i form af perler og hamrede bånd, der markerer begyndelsen af kobberalderen i Centraleuropa.
Det blev af arkæologen Marija Gimbutas, forbundet med dækudtrykket gammeleuropæisk.

## Galleri
- Lengyel malede keramikskår
- Lengyel keramik.[2]
- Lengyel keramik
- Lengyel keramik
- Begravelse med kobbergenstande, Oslonki, Polen, 4100 BC
- Kobberøkse, Polen, ca. 4000 BC
- Keramik
- Falkenstein venus figurine
- Wetzleinsdorf venus figurine
- Moderne skulptur af et figurinefund ved Nitriansky Hradok
- Ölkam venus, Østrig, ca. 4500 BC
- Neolitisk langhus
- Model af langhus

### Jordanów kulturen
- Ramskulptur, Polen
- Jordanow keramik
- Keramik
- Stollhof Hoard, Østrig, ca. 4000 BC.[3][4]
- Stollhof forråd
- Gulddisk[5]